# 64-та паралель південної широти
64-та паралель південної широти — лінія широти, що лежить на 64 градуси південніше земної екваторіальної площини. Вона проходить через Південний океан та Антарктиду. Це найпівнічніша паралель, яка проходить через материкову частину Антарктиди.
На цій широті під час літнього сонцестояння сонце видно 21 годину 1 хвилину, а під час зимового сонцестояння — 4 години 12 хвилин.

## Список географічних об'єктів, що перетинає 64° пд. ш
Починаючи з Гринвіцького меридіану та рухаючись на схід, 64-та паралель південної широти проходить через:
| Координати                                                  | Континент або океан | Примітки |
| ----------------------------------------------------------- | ------------------- | --- |
| 64°0′ пд. ш. 0°0′ сх. д. / 64.000° пд. ш. 0.000° сх. д.     | Південний океан     | На південь від Атлантичного океана                                                                              |
| 64°0′ пд. ш. 20°0′ сх. д. / 64.000° пд. ш. 20.000° сх. д.   | Південний океан     | На південь від Індійського океана                                                                               |
| 64°0′ пд. ш. 147°0′ сх. д. / 64.000° пд. ш. 147.000° сх. д. | Південний океан     | На південь від Тихого океана                                                                                    |
| 64°0′ пд. ш. 67°16′ зх. д. / 64.000° пд. ш. 67.267° зх. д.  | Південний океан     | На південь від Атлантичного океана Проходить північніше острова Брабант, Антарктида                             |
| 64°0′ пд. ш. 60°35′ зх. д. / 64.000° пд. ш. 60.583° зх. д.  | Антарктида          | Проходить через Антарктичний півострів та острів Джеймса Росса (претендують Аргентина, Чилі та Велика Британія) |
| 64°0′ пд. ш. 57°31′ зх. д. / 64.000° пд. ш. 57.517° зх. д.  | Південний океан     | На південь від Атлантичного океана                                                                              |